# Heribert Rosweyde
Heribert Rosweyde (Utrecht, 20 de janeiro de 1569 – Antuérpia, 4 de outubro de 1629) foi um hagiógrafo jesuíta. Sua obra, bastante inacabada, foi retomada por Jean Bolland, que a sistematizou, ampliando sua perspectiva. Este é o início da associação dos Bollandistas.

## Vida

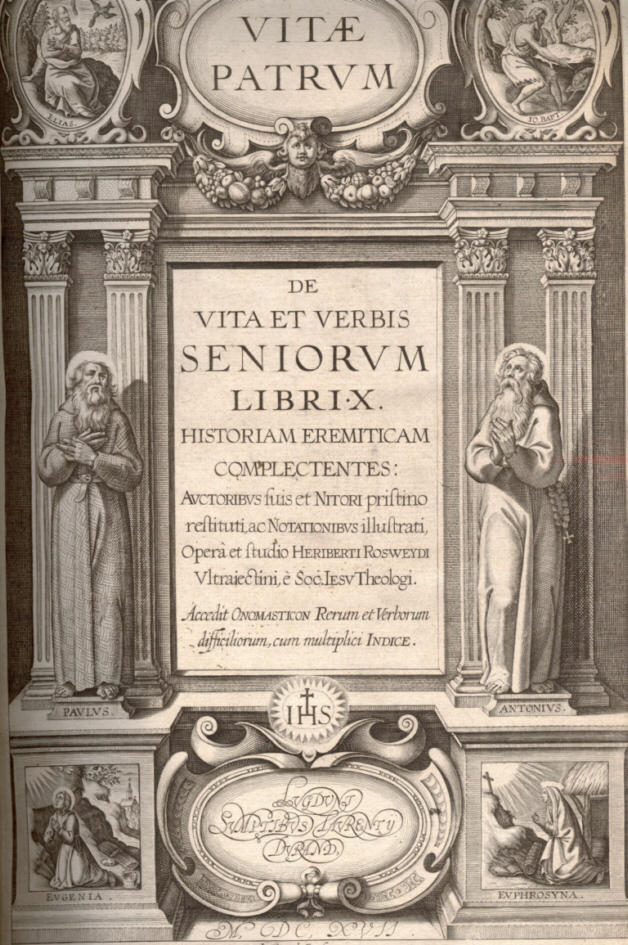
Vitae patrum von Heribert Rosweyde 1615

A maioria das evidências de arquivo indica que Heibert Rosweyde nasceu em Utrecht em 20 de janeiro de 1569. Sua família fazia parte da minoria católica. Rosweyde frequentou a Universidade de Douai, e entrou na Companhia de Jesus em 1588. Ele se tornou professor de filosofia no colégio jesuíta de Douai.

## Pesquisa
Rosweyde dedicou seu lazer às bibliotecas dos mosteiros de Hainaut e da Flandres francesa. Ele copiou com suas próprias mãos um grande número de documentos relacionados à história da igreja em geral, e à hagiografia em particular, e encontrou nos antigos textos contidos nos manuscritos que estavam sob sua observação um sabor bem diferente daquele das revisões às quais muitos editores, nomeadamente os hagiógrafos século 16, Lippomano e Surius, em seguida, o mais recente e mais célebre, tinha acreditado que é necessário submetê-las.

## Plano
Rosweyde achou que seria um trabalho útil publicar os textos em sua forma original. Os seus superiores, aos quais submeteu o seu plano em 1603, deram-lhe a sua aprovação e permitiram-lhe preparar a edição projetada, sem, no entanto, dispensá-lo de outras ocupações. Naquela época, Rosweyde servia como prefeito de estudos em Antuérpia, mas logo foi enviado a São Omer para substituir um professor de apologética que adoecera. Ele não voltou para Antuérpia até 1606.
Havia cerca de 1 300 manuscritos sobre a vida dos santos nas bibliotecas da Bélgica. Rosweyde obteve cópias da maioria deles. Ele deu continuidade ao seu projeto, que anunciou publicamente em 1607, assim como o plano que se propôs a seguir. Sob o título: Fasti sanctorum quorum vitae in belgicis bibliothecis manuscriptiae, ele deu em um pequeno volume em 16mo., Publicado pela editora Plantin em Antuérpia, uma lista alfabética dos nomes dos santos cujos atos foram encontrados por ele ou chamados a sua atenção em antigas coleções de manuscritos. Essa lista ocupava cinquenta páginas; a nota introdutória em que indica o caráter e a disposição de sua obra, tal como a concebeu, ocupa quatorze. Finalmente, a obra contém um apêndice de 26 páginas contendo os atos não publicados da paixão dos mártires cilicianos, Tarsacus, Probus e Andronicus, que Rosweyde considerou - erroneamente - como o relatório oficial autêntico da pena de um escrivão do corte do tribunal romano.
De acordo com esse programa, a coleção seria composta por dezesseis volumes, além de dois volumes de explicações e tabelas. O primeiro volume era para apresentar documentos relativos à vida de Jesus Cristo e as festas estabelecidas em honra dos eventos especiais de Sua vida; o segundo volume seria dedicado à vida e às festas da Santíssima Virgem, e o terceiro às festas dos santos homenageadas com um culto mais especial. Os doze volumes seguintes deveriam dar a vida dos santos cujas festas são celebradas respectivamente nos doze meses do ano, um volume para cada mês. Esse arranjo de calendário fora prescrito por seus superiores, de preferência à ordem cronológica que o próprio Rosweyde preferia. Mas isso apresentava, especialmente naquela época, dificuldades formidáveis. Por último, o décimo sexto volume deveria expor a sucessão de martirologias que haviam sido usadas em diferentes períodos e nas várias Igrejas da Cristandade. O primeiro dos dois volumes suplementares deveria conter notas e comentários sobre a vida divididos em oito livros tratando entre outros assuntos: os autores das vidas, os sofrimentos dos mártires e as imagens dos santos.
O outro suplemento era apresentar uma série de tabelas abundantes, dando:
- os nomes dos santos cujas vidas foram publicadas nos volumes anteriores;
- os mesmos nomes seguidos de notas indicando o local de nascimento do santo, sua posição na vida, seu título de santidade, a época e o lugar em que viveu e o autor de sua vida;
- o estado de vida dos vários santos (religiosos, sacerdotes, virgens, viúvas, etc.);
- sua posição na Igreja (apóstolo, bispo, abade, etc. );
- a nomenclatura dos santos de acordo com os países tornados ilustres por seu nascimento, apostolado, permanência, sepultamento;
- nomenclatura dos lugares em que são homenageados com um culto especial;
- enumeração das doenças para a cura das quais eles são especialmente invocados;
- as profissões colocadas sob seu patrocínio;
- os nomes próprios de pessoas e lugares encontrados nas vidas publicadas;
- as passagens da Sagrada Escritura ali explicadas;
- pontos que podem ser úteis em controvérsias religiosas;
- aqueles aplicáveis no ensino da doutrina cristã;
- uma tabela geral de palavras e coisas em ordem alfabética.

"E outros ainda", acrescenta o autor, "se algo de importante se apresentar, de que nossos leitores possam nos dar uma ideia."
O Fasti foi publicado como uma espécie de anúncio, que Rosweyde distribuiu na esperança de ganhar apoio. O cardeal Belarmino, a quem Rosweyde enviou uma cópia de seu pequeno volume, não pôde deixar de exclamar depois de ler este programa: "Este homem conta, então, em viver duzentos anos mais!" Ele endereçou ao autor uma carta, cujo original está preservado na atual biblioteca dos Bollandistas, assinada, mas não escrita pela mão de Belarmino, na qual ele insinua em linguagem polida, mas perfeitamente simples, que considerava o plano como quimérico. Belarmino sugeriu que Rosweyde concentrasse seus esforços nos santos ainda não publicados por Surius.
Rosweyde não ficou nem um pouco desconcertado com isso. De várias outras fontes, ele recebeu incentivo, elogios entusiásticos e ajuda valiosa. A nova empresa encontrou um protetor especial, tão generoso quanto zeloso e esclarecido, em Antoine de Wynghe, abade da Abadia de Liessies, no atual departamento Nord da França. O Venerável Louis de Blois, cujo terceiro sucessor de Wynghe foi, parecia ter legado a ele sua devoção aos Jesuítas. A grande simpatia deste patrono se manifestou de todas as maneiras; em cartas de recomendação aos chefes das várias casas da grande Ordem Beneditina, que abriu para Rosweyde e suas bibliotecas monásticas associadas; em empréstimos e presentes de livros, manuscritos e cópias de manuscritos; e na assistência pecuniária.
Rosweyde contava muito em completar com seus próprios esforços o monumento com que sonhara e em levá-lo a um final digno. Na verdade, ele não passou dos primeiros estágios da estrutura. Em 1609 foi enviado para Courtrai e, quando o prefeito dos estudos morreu, Rosweyde foi obrigado a assumir essas funções. Sua atividade literária se despendeu em uma infinidade de obras históricas, religiosas e polêmicas, algumas das quais, é verdade, teriam feito mais tarde parte da grande compilação hagiográfica. A maioria, entretanto, não guarda qualquer relação com a obra. Na época da morte de Rosweyde, então, que ocorreu na Antuérpia em 1629, nenhuma página estava pronta para ser impressa.
O seu trabalho não se perdeu, pois Jean Bolland, encarregado de examinar os papéis e documentos recolhidos por Rosweyde, viu o valor de todos eles e embarcou decididamente no vasto projeto identificado posteriormente com a associação dos bolandistas. O primeiro volume da Acta Sanctorum saiu da prensa em 1643.
Os escritos que estariam disponíveis são: a edição do Pequeno Martirológio Romano, em que Rosweyde acreditava ter reconhecido a coleção mencionada por Gregório o Grande em sua carta a Eulógio de Alexandria; a edição do martirológio de Ado de Vienne (1613).
Rosweyde aparentemente encomendou e dedicou a de Wynghe uma obra emblemática de cinquenta placas de eremitas, gravada por Boetius à Bolswert com desenhos de Abraham Bloemaert ( Sylva Anachoretica Ægypti Et Palæstinæ. Figuris Æneis Et Brevibus Vitarum Elogiis Expressa. (Hendrick Aertssens, Antuérpia 1619).
O resto, no entanto, como por exemplo a edição holandesa de Flores dos Santos da Ribadeneira (1619, dois volumes em fólio), a História Geral da Igreja (1623), à qual juntou como apêndice a história detalhada da Igreja na Holanda, ambos em holandês; as vidas flamengas de Santo Inácio e São Filipe Neri; a tradução flamenga da primeira parte do Tratado sobre a perfeição desviou completamente sua atenção do que ele deveria ter considerado como sua tarefa principal.

## Trabalho
- Vitae patrum: os dez livros das Vidas dos Padres do Deserto, que publicou pela primeira vez em latim (1615 in fol.), Dedicando a obra ao Abade de Liessies, e mais tarde em holandês (1617) no fol., Com uma inscrição para Jeanne de Bailliencourt, Abadessa de Messines.[5]